# Lovehatetragedy
Lovehatetragedy è il terzo album in studio del gruppo musicale statunitense Papa Roach, pubblicato il 18 giugno 2002 dalla DreamWorks Records.
È il loro primo album con tracce non rappate, esclusi i singoli She Loves Me Not e Time and Time Again.

## Vendite
L'album ha venduto più di 500,000 copie, venendo premiato con un disco d'oro dalla RIAA. Ha ricevuto lo stesso premio in Canada e nel Regno Unito, e a livello mondiale ha venduto più di 3 milioni di copie. Raggiunse il secondo posto della classifica Billboard 200, vendendo circa 136,000 copie nella sua prima settimana.
L'8 settembre 2017 il gruppo ha pubblicato una versione in vinile dell'album.

## Tracce
Edizione standard
1. M-80 (Explosive Energy Movement) – 2:26
2. Life Is a Bullet – 4:05
3. Time and Time Again – 2:58
4. Walking Thru Barbed Wire – 3:04
5. Decompression Period – 3:59
6. Born with Nothing, Die with Everything – 3:49
7. She Loves Me Not – 3:29
8. Singular Indestructible Droid – 3:48
9. Black Clouds – 4:01
10. Code of Energy – 4:04
11. Lovehatetragedy – 3:11

Tracce bonus
1. Gouge Away (Pixies cover) – 2:07
2. Never Said It – 3:05
3. Naked in Front of the Computer (Faith No More cover) – 2:13

Tracce bonus dell'edizione britannica
1. Gouge Away (Pixies cover) – 2:07
2. Never Said It – 3:05
3. Between Angels and Insects (live video) – 3:54
4. Last Resort (live video) – 3:20

## Formazione
- Jacoby Shaddix - voce
- Jerry Horton - chitarra
- Tobin Esperance - basso
- Dave Buckner - batteria